# هنیوکوویتسه (ناحیه هاولیتشکوف برود)
هنیوکوویتسه (به چکی: Hněvkovice) یک منطقهٔ مسکونی در جمهوری چک است که در ناحیه هاولیتشکوف برود واقع شده‌است. هنیوکوویتسه ۱۵٫۱۷ کیلومتر مربع مساحت و ۵۶۴ نفر جمعیت دارد و ۴۴۷ متر بالاتر از سطح دریا واقع شده‌است.